# Rhinogobius taenigena
Rhinogobius taenigena és una espècie de peix de la família dels gòbids i de l'ordre dels perciformes.

## Morfologia
- Els adults poden assolir 3,1 cm de longitud total.
- Nombre de vèrtebres: 27.[1][2]

## Hàbitat
És un peix d'aigua dolça i de clima tropical.

## Distribució geogràfica
Es troba a Àsia a la conca del Mekong a Laos.

## Observacions
És inofensiu per als humans.